# Colby Lewis
Pour les articles homonymes, voir Lewis.
Colby Preston Lewis (né le 2 août 1979 à Bakersfield, Californie, États-Unis) est un lanceur droitier des Rangers du Texas de la Ligue majeure de baseball. 
Sa carrière dans le baseball majeur, amorcée en 2002, est entrecoupée d'un séjour de deux ans, en 2008 et 2009, chez les Hiroshima Toyo Carp de la Ligue centrale du Japon.

## Carrière
Colby Lewis est drafté au premier tour de sélection (38e choix) par les Rangers du Texas en 1999. Il fait ses débuts en Ligue majeure avec les Rangers le 1er avril 2002. En 2003, il est utilisé exclusivement comme lanceur partant, débutant 26 parties. Il présente une fiche de 10 victoires, 9 défaites, avec une moyenne de points mérités de 7,30. Il joue quelques parties avec Texas en 2004 mais souffre d'une blessure à l'épaule.
Réclamé au ballotage par les Tigers de Detroit, il rate la saison 2005 mais s'aligne avec le club en 2006.
Après une saison (2007) chez les A's d'Oakland, il quitte pour le Japon, où il lance deux saisons avec les Hiroshima Toyo Carp de la Ligue Centrale, une des deux ligues composant la NPB.

### Rangers du Texas

#### Saison 2010
En janvier 2010, le lanceur droitier est rapatrié par son ancienne équipe de la Ligue majeure, les Rangers du Texas, qui lui accordent un contrat de deux ans et une année d'option.
Il débute 32 matchs des Rangers et franchit les 200 manches lancées pour la première fois de sa carrière. Gagnant de 12 parties, il présente une moyenne de points mérités de 3,72. Il lance son premier match complet en carrière le 19 juin dans un gain de 5-1 sur les Astros de Houston.
Son premier départ en séries éliminatoires est le 9 octobre dans la 3e partie de Série de divisions entre les Rangers et les Rays de Tampa Bay. Il ne donne aucun point sur deux coups sûrs en cinq manches mais accorde aussi cinq buts-sur-balles. Il est retiré du match et ne reçoit pas de décision. Il brille dans les 2e et 5e matchs de la Série de championnat de la Ligue américaine, remportant chaque fois la victoire sur les Yankees de New York et totalisant 13 retraits sur des prises en 13 manches et deux tiers lancées. Enfin, il est le lanceur gagnant dans le seul match de la Série mondiale 2010 remporté par les Rangers et termine les éliminatoires avec une fiche de 3-0 et une moyenne de points mérités de 1,71.

#### Saison 2011
En 2011, il remporte un sommet en carrière de 14 victoires. Perdant en 10 occasions sur 32 départs, sa moyenne de points mérités s'élève à 4,40. Il est le lanceur de la Ligue américaine qui accorde le plus de coups de circuit (35). Auteur de deux matchs complets, il réussit son premier blanchissage le 16 mai dans une victoire de 4-0 sur les White Sox de Chicago.
En éliminatoires, il gagne une 4e décision d'affilée dans le match qu'il entreprend en Série de divisions face à Tampa Bay. Une contre-performance face aux Tigers de Détroit lui vaut une défaite en Série de championnat. Cependant, il se ressaisit en Série mondiale 2011 en livrant un bon duel de lanceurs à Jaime Garcia des Cardinals de Saint-Louis dans le deuxième match de la finale. Après avoir blanchi l'adversaire en 6 manches, il cède à la 7e, mais n'est pas impliqué dans la décision puisque Texas revient de l'arrière après sa sortie. Il donne quatre points, mais seulement deux mérités, dans le 6e match et, encore une fois, est écarté de la décision. La moyenne de points mérités de Lewis est de 2,25 en 12 manches lancées dans cette Série mondiale.
Colby Lewis est le premier joueur à profiter d'une nouvelle règle de la MLB : un congé parental pour la naissance d'un enfant. Il quitte ainsi ses coéquipiers après le match du mercredi 13 avril 2011 avec retour le lundi 18 avril pour jouer le 19.

#### Saison 2012
Lewis présente une moyenne de points mérités de 3,43 en 105 manches lancées en 2012. Il remporte six victoires contre six défaites en 16 départs. Sa dernière sortie a lieu le 18 juillet, après quoi il subit une opération au coude. Le 17 septembre, les Rangers, confiants de le voir revenir au jeu, lui accordent un nouveau contrat pour la saison 2013.

#### Saison 2015
À 35 ans, il lance un record personnel de 204 manches et deux tiers pour Texas en 2015, remportant son sommet de 17 victoires, contre 9 défaites, en 33 départs. Sa moyenne de points mérités s'élève à 4,66. Il accorde 1,8 buts-sur-balles par 9 manches lancées, son plus bas ratio en carrière. Ses 3,38 retraits sur des prises par but-sur-balles accordé représentent sa meilleure performance en une année, exception faite de sa saison 2012 écourtée. 
Le 11 septembre 2015, Colby Lewis retire les 21 premiers frappeurs des A's d'Oakland, perdant un match parfait sur le double de Danny Valencia en 8e manche.
Le 18 janvier 2016, Lewis signe un nouveau contrat de 6 millions de dollars pour une saison avec les Rangers.

## Statistiques
| Saison | Équipe  | G   | GS | CG | SHO | V  | D  | SV | IP    | SO  | ERA  |
| ------ | ------- | --- | -- | -- | --- | -- | -- | -- | ----- | --- | ---- |
| 2002   | Texas   | 15  | 4  | 0  | 0   | 1  | 3  | 0  | 34.1  | 28  | 6,29 |
| 2003   | Texas   | 26  | 26 | 0  | 0   | 10 | 9  | 0  | 127.0 | 88  | 7,30 |
| 2004   | Texas   | 3   | 3  | 0  | 0   | 1  | 1  | 0  | 15.1  | 11  | 4,26 |
| 2006   | Détroit | 2   | 0  | 0  | 0   | 0  | 0  | 0  | 3.0   | 5   | 3,00 |
| 2007   | Oakland | 26  | 1  | 0  | 0   | 0  | 2  | 0  | 37.2  | 23  | 6,45 |
| 2010   | Texas   | 32  | 32 | 1  | 0   | 12 | 13 | 0  | 201.0 | 196 | 3,72 |
| Totaux | Totaux  | 104 | 66 | 1  | 0   | 24 | 28 | 0  | 418.1 | 351 | 5,27 |

| Saison | Équipe | G | GS | CG | SHO | V | D | SV | IP   | SO | ERA  |
| ------ | ------ | - | -- | -- | --- | - | - | -- | ---- | -- | ---- |
| 2010   | Texas  | 4 | 4  | 0  | 0   | 3 | 0 | 0  | 26.1 | 24 | 1,71 |
| Totaux | Totaux | 4 | 4  | 0  | 0   | 3 | 0 | 0  | 26.1 | 24 | 1,71 |

Note : G = Matches joués ; GS = Matches comme lanceur partant ; CG = Matches complets ; SHO = Blanchissages ; 
V = Victoires ; D = Défaites ; SV = Sauvetages ; IP = Manches lancées ; SO = Retraits sur des prises ; ERA = Moyenne de points mérités.